# 安田チャリけん
安田 チャリけん（やすだ ちゃりけん ）は、日本の音楽家。「チャリけんP」といった名義も用いて活動している。

## 概要
詳細不明。レトロ・フィーチャーなスチーム・パンクを思わせるサウンドを得意とし、実生活でも同様のライフ・スタイルを実践している。彼のピースサインは「あと二秒で殺す」の意味。VOCALOID3発売記念コンテストにて『ネコトトリ』が、ヤマハ優秀賞を受賞。

## 配信
- チャリけんP名義
  - 2011年10月24日　Talking(feat.初音ミク)
  - 2011年12月21日　My enhancer(feat.鏡音リン)
  - 2013年5月1日　Sugar Sing(feat.初音ミク)
  - 2014年8月22日　ツタワル・オンガク(feat.初音ミク)
- 安田チャリけん名義
  - f- 2015年6月26日　御中レコード